# نشان قره‌باغ
نشان قره‌باغ (ترکی آذربایجانی: «Qarabağ» ordeni) یکی از مدالهای جمهوری آذربایجان است. این نشان به مناسبت پیروزی جمهوری آذربایجان در جنگ دوم قره‌باغ تأسیس شد.

## تاریخچه
الهام علی‌اف، رئیس‌جمهوری آذربایجان، هنگامی که در روز ۱۱ نوامبر سال ۲۰۲۰، از نظامیان زخمی شده آذربایجانی در جنگ ناگورنو قره‌باغ (۲۰۲۰) عیادت کرد، از تأسیس نشان‌های جدیدی مربوط به همان جنگ در این کشور خبر داد. وی همچنین دستورهای مربوط در جهت اعطاء نشان‌ها و جوایزی به غیرنظامیان و نظامیانی که قهرمانی‌ها و حماسه‌آفرینی‌هایی را در میدان جنگ و جبهه عقب از خود نشان دادند، صادر کرده و اسامی این مدال‌ها را پیشنهاد داد.
در جلسه علنی مجلس ملی آذربایجان که به تاریخ ۲۰ نوامبر سال ۲۰۲۰ برگزار شد، پیش نویس قانون اصلاح «قانون ایجاد نشان‌ها در جمهوری آذربایجان» اعلام وصول شد.
طی همان جلسه، نشان قره‌باغ به خاطر پیروزی جمهوری آذربایجان در جنگ دوم قره باغ و بر اساس قانون یادشده، به تأسیس رسید.

## دریافت کنندگان
۹ دسامبر ۲۰۲۰، الهام علی‌اف فرمانی در خصوص اعطاء نشان قره‌باغ به ۲۰۴ نیروی نظامی امضا کرد، که ۴۸ تن از آن‌ها مشمول اخذ کننده این مدال پس از مرگشان بودند. اسامی مآایس برخوداروف، حکمت حسنوف، آرزو رحیموف، نظام عثمانوف و شاهین محمدوف در میان دریافت کنندگان نشان قره‌باغ بود.

## امتیاز
نشان قره‌باغ در پاس «نشان دادن قهرمانی در انهدام نفرات و تجهیزات دشمن و همچنین در انجام وظایف محوله در شرایط وجود تهدیدات جانی به هنگام آزادی سرزمین‌های اشغالی و احیای مرزهای دولتی آذربایجان» اهدا می‌شود. بنابر مصوبه «تأسیس نشان‌ها و مدال‌ها در جمهوری آذربایجان»، نشان ظفر یک درجه بالاتر و نشان استقلال یک درجه پایین‌تر از نشان قره‌باغ است.